# Eupithecia hebes
Eupithecia hebes es una especie de polilla de la familia Geometridae. La especie fue descrita por primera vez por Mironov y Galsworthy habiendo sido descrita en 2004, con distribución en la provincia de Shanxi, China. El holotipo, un espécimen macho adulto, fue recolectado a una altitud de 2000 metros (6561,7 pies) sobre el nivel del mar en los alrededores del monte Mian, conocido por su nombre en chino, Mianshan. Es una polilla pequeña con una envergadura de unos 17 milímetros (0,7 plg).